# Падурениј (Бузау)
Падурениј (рум. Pădurenii) насеље је у Румунији у округу Бузау у општини Тисау. Oпштина се налази на надморској висини од 194 m.

## Становништво
Према подацима из 2002. године у насељу је живело 466 становника, од којих су сви румунске националности.